# Балтерлей
Балтерлей (на английски: Balterley) е село в община Нюкасъл ъндър Лайм, графство Стафордшър, Англия. Населението на селото е 241 жители (по приблизителна оценка от юни 2017 г.).

## Население
Според преброяването от 2001 година населението на селото е 204 души, от тях 46,57 % мъже и 53,43 % жени. 8,82 % са под 16 години, 75,98 % са между 16 и 74, а 15,2 % са над 74 години. Средната възраст е 50.76 години. От общото население на 16 или повече години – 22,04% са необвързани, 56,99 % обвързани и 20,97 % разведени.
По приблизителна оценка от 2007 г. населението е 241 жители. Християнство изповядват 78,8 % от жителите.